# Рыбар, Патрик
Патрик Рыбар (словац. Patrik Rybár; род. 9 ноября 1993, Скалица, Сеница) — словацкий хоккеист, вратарь клуба «Шанхай Дрэгонс».

## Клубная карьера
Начал заниматься хоккеем в академии «Скалицы», в 2009 году перешёл в братиславский «Слован», где выступал за молодёжную команду. В сезоне 2010/11 у Рыбара был лучший показатель отражённых бросков (93,5 %). 1 декабря 2010 года дебютировал в Экстралиге, 17-летний Рыбар провёл свой первый и единственный матч за «Слован» против «Оранж 20». В середине сезона 2011/12 Рыбар перешёл в «Спишска-Нова-Вес». Большую часть своего сезона он провёл в словацкой молодёжной лиге, где у него было 94,6 % отражённых бросков и среднее количество пропущенных голов 1,53. Также провёл один матч в чемпионате и два матча плей-офф за основную команду во второй по величине лиге Словакии. В течение сезона Рыбар также сыграл в шести матчах в аренде в «Пухове» и один матч Экстралиги с «Оранж 20». В сезоне 2012/13 Рыбар вернулся в братиславский «Слован» и играл за молодёжный состав клуба, а также в аренде за «Трнаву», «Поважска Быстрица 95» и «Дуклу».
В сезоне 2014/15 Рыбар перешёл в команду Экстралиги СХК 37 Пьештяны, где отыграл 27 матчей регулярного чемпионата и два матча плей-офф в течение сезона. В сезоне 2015/16 У Рыбара был лучший показатель отражённых бросков во всей Экстралиге (93,3 %), однако по окончании сезона «Пьештяны» покинули Экстралигу. 1 мая 2016 года перешёл в «Маунтфилд», выступающий в чешской Экстралиге. Рыбар выиграл бронзу Экстралиги по итогам сезона 2015/16, также сыграл семь матчей в течение сезона за фарм-клуб «Стадион». В сезоне 2017/18 отыграл семь матчей «на ноль» в регулярном чемпионате, также у него было лучшее среднее количество пропущенных шайб в лиге (1,73). 21 мая 2018 года подписал годовой контракт с командой НХЛ «Детройт Ред Уингз». Однако сезон 2018/19 он отыграл полностью в составе фарм-клуба «Гранд-Рапидс Гриффинс» в АХЛ, где Рыбар провёл 37 матчей регулярного чемпионата.
1 июля 2019 года Рыбар перешёл в финскую команду «Кярпят», подписав контракт на один год. В декабре 2019 года продлил контракт с клубом ещё на один год. Сезон 2019/20 он завершил с процентом отражённых бросков на уровне 92,4, а сезон 2020/21 с показателем 91,2. Всё это время Рыбар конкурировал с одним из самых перспективных молодых вратарей Финляндии Юстусом Аннуненом. 6 мая 2021 года подписал однолетний контракт с минским «Динамо», выступающим в КХЛ. В сезоне 2021/22 провёл 26 матчей, одержал 10 побед с коэффициентом надёжности 90,4 %. 15 апреля 2022 года покинул клуб по истечении срока контракта. 23 июня 2022 года перешёл в московский «Спартак», заключив контракт на один год. 5 сентября 2022 года был признан лучшим вратарём 1-й недели КХЛ, тем самым удостоился этого звания впервые в карьере. 20 декабря 2023 года Рыбар расторг и подписал новый контракт со «Спартаком» до 30 апреля 2025 года. 25 декабря 2024 года «Спартак» поместил Рыбара в список отказов КХЛ. 27 декабря 2024 года «Куньлунь Ред Стар» забрал Рыбара со списка отказов. 15 августа 2025 года заключил с клубом, сменившим название на «Шанхай Дрэгонс», новый контракт.

## Карьера в сборной
В 2011 году выступал на чемпионате мира среди юношей до 18 лет.
12 февраля 2016 года дебютировал в национальной сборной Словакии на Европейском хоккейном челлендже против сборной Австрии. Рыбар представлял Словакию на Олимпийских играх 2018 года в Пхёнчхане, где был третьим вратарём команды. Также играл на чемпионатах мира в 2018 и 2019 годах, он сыграл по три матча в этих турнирах.
В 2022 году сыграл на третьем для себя чемпионате мира и выиграл бронзовую медаль Олимпийских игр в Пекине, в качестве основного вратаря сборной Словакии с показателем в 96,6 % спасений в шести играх.

## Личная жизнь
Отец — Павол Рыбар, бывший хоккеист, вратарь.